# Sympatryczność
Sympatryczność − zjawisko polegające na występowaniu na jednym obszarze populacji, gatunków lub taksonów wyższych rangą i oznacza zachodzenie na siebie zasięgów ich występowania – mogą one występować w tych samych lub różnych siedliskach.
W antropologii rozpatruje się stosunkowo długotrwałe trwanie we względnej izolacji genetycznej sympatrycznych społeczności ludzkich (wskutek istnienia barier kulturowych).